# Башакшехир
Башакшехир (на турски: Başakşehir) е община и околия на вилает Истанбул, Турция. Разположена е в европейската част на града.

## История
Старото име на района е Азатлък и по време на Османската империя специализира в доставките на барут за армията.

## Квартали
Околията включва 10 квартала:
- „Алтъншехир“
- „Бахчешехир I“
- „Бахчешехир II“
- „Башак“
- „Башакшехир“
- „Гюверджинтепе“
- „Зия Гьокалп“
- „Каябашъ“
- „Шамлар“
- „Шахинтепе“

## Спорт
В рамките на района се намират олимпийският стадион „Ататюрк“ и стадион „Башакшехир Фатих Терим“.